# Chaconne

Die Ciaccona aus Johann Sebastian Bachs Partita für Violine No. 2

Die Chaconne (französisch chaconne [ʃaˈkɔn], seltener auch chacone, von spanisch chacona; italienisch ciaccona [tʃakˈkona], seltener ciacona; englisch veraltet: chacony [ˈtʃækəni]) ist ein möglicherweise aus Mexiko stammender Tanz und eine musikalische Variations-Form im Dreiertakt. Die frühesten Quellen stammen aus dem Spanien des späten 16. Jahrhunderts, ihre Blütezeit als Theatertanz erlebte die Chaconne im Frankreich des späten 17. und frühen 18. Jahrhunderts, bevor sie gegen Ende des Jahrhunderts aus der Mode kam. Typisch für die Chaconne ist eine Ostinato-Bassmelodie mit einem sich ständig wiederholenden Harmonieschema von vier bis acht (auch bis sechzehn) Takten. Sie ist eng verwandt mit der Folia, sowie insbesondere mit der Passacaglia, von der sie sich weder musikalisch noch choreographisch eindeutig unterscheiden lässt. Gelegentlich wurde sie auch in barocke Suiten eingefügt. Sehr selten sind Chaconnen (auch Chaconnes) im geraden Zweier- oder Vierertakt (Pachelbel: Ciacona C-Dur; François Couperin: „La Favorite“ (3me Ordre, 1713)).

## Geschichte des Tanzes
Die frühesten Erwähnungen der Chacona stammen aus dem Spanien des späten 16. Jahrhunderts und beschreiben sie als einen sehr beliebten, wilden und lasziven Tanz. Er stammt wahrscheinlich aus Mittelamerika und wurde von Gesang, Gitarre und Tamburin oder Castagnetten begleitet. Nach Miguel de Cervantes konnte die Chacona von beliebig vielen Paaren getanzt werden. Sie galt als „baile“, ein Bauerntanz. Die fröhlichen Texte beziehen sich oft auf "la vida bona", das gute Leben. Der erotische Charakter der Chacona, den sie mit der Zarabanda gemeinsam hatte, führte 1615 zu ihrem Verbot in Spanien, was ihrer Popularität jedoch keinen Abbruch tat. Sie war nicht nur als Gesellschaftstanz beliebt, sondern fand auch Eingang in das Bühnenrepertoire. Im Laufe des 17. Jahrhunderts kam sie wieder aus der Mode.
Anfang des 17. Jahrhunderts gelangte die Chacona nach Italien, wo sie ebenfalls wegen ihres lasziven Charakters verurteilt wurde. Die früheste Quelle ist vermutlich Girolamo Montesardos Nuove inventioni d'intavolatura, per sonare li balletti sopra la chitarra spagniuola (1606). Dort wird die Ciacona als Balletto klassifiziert, während der darin ebenfalls enthaltene Passacaglio keinen Tanz, sondern ein kleines musikalisches Zwischenspiel darstellt. Möglicherweise wurde die spanische Passacalle und die italienische Passacaglia zu dieser Zeit gar nicht getanzt. Welche konkrete Form die Ciacona als Tanz in Italien hatte, ist nicht bekannt. Richard Hudson vermutet, dass sie bereits im frühen 17. Jahrhundert in die Commedia dell’arte integriert wurde.

Zu Beginn des 17. Jahrhunderts fand die Chaconne ihren Weg auch nach Frankreich. Die erste Erwähnung als Tanz findet sich im Ballet des Fées de la Foret de Saint-Germain, in dem Frauen und Männer in spanischen Kostümen zur Gitarrenbegleitung tanzen. In Luigi Rossis Orfeo (1647) spielt die Chaconne A l’imperio d’Amore im zweiten Akt eine dramatisch wichtige Rolle. Die erste Erwähnung einer Passacaglia als Tanz findet sich in Jean Baptiste Lullys Oper Persée (1682). Lully ist es auch zu verdanken, dass beide Tanzformen zu Standardelementen der französischen Oper wurden. In jeder seiner letzten neun Opern erhielt eine Chaconne oder Passacaille eine prominente Rolle im Finale eines Aktes, oft eingebettet in eine Chorszene. Aus den Libretti geht hervor, dass die Chaconnes und Passacailles in der Regel Choreographien größerer Gruppen waren, obwohl gelegentlich auch Solisten im Wechsel mit der Gruppe auftraten. Die Rollen der Tänzer reichten dabei von edlen Heroen bis hin zu Charakteren der Commedia dell’arte.

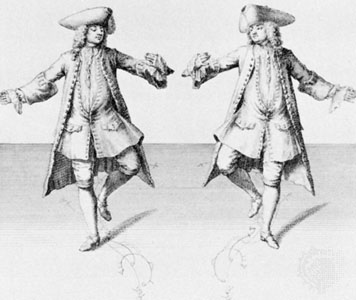
Chaconne-Tänzer. Kupferstich von H. Fletcher aus Kellom Tomlinson's The Art of Dancing, 1735. Victoria and Albert Museum, London, England.

Ab 1700 wurden etwa vierzehn Chaconnen und sechs Passacailles in Beauchamp-Feuillet-Notation publiziert bzw. notiert, darunter neben französischen Choreographien auch einige englischer Herkunft. In diesen choreographischen Quellen gibt es keine klare Unterscheidung zwischen Chaconne und Passacaille. Einzelne Choreographien aus dieser Gruppe lassen sich bereits auf das ausgehende 17. Jahrhundert datieren (so etwa The Favourite, als Schautanz für einen Ball statt für die Bühne eine Ausnahme im Repertoire; laut Titelblatt wurde diese Choreographie durch Queen Anne als Prinzessin selbst getanzt). Fünfzehn der notierten Choreographien sind Solostücke, fünf sind Tänze für ein Paar. Alle Solo-Passacailles sind für eine Tänzerin geschrieben, hingegen neun der elf Solo-Chaconnen für einen Herrn. Um den komischen Charakter zu unterstreichen, enthalten die drei Chaconnen, die für einen Harlekin choreographiert sind, sogenannte „falsche Stellungen“ mit nach innen gedrehten Füßen, die in den anderen Chaconnen und Passacailles des ernsten „serieux“-Repertoires nicht vorkommen. Außerdem enthalten sie Anweisungen zu Bewegungen des Kopfes, der Arme und des Hutes. Sie sind alle auf die beiden relativ kurzen Chaconnes de Harlequin von Lully - LWV 43/36 - und Charpentier aus „Le Malade Imaginaire“, erstes Intermède choreographiert. Zu dieser Gruppe gehört sicher auch die in Stichen mit Textanweisungen beschriebene Szenenfolge in Lambranzis Neue und Curieuse Theatralische Tantz-Schul, Teil 1 und Teil 2 von 1716. Obwohl Chaconnen und Passacailles zur Zeit ihrer Entstehung hauptsächlich von professionellen Tänzerinnen und Tänzern aufgeführt wurden, wurden sie gelegentlich auch von besonders tänzerisch begabten Adligen auf Bällen dargeboten.
Im allgemeinen Schrittrepertoire der „Belle Danse“, das in französischen, englischen und deutschen Tanztraktaten nach 1700 beschrieben wird, sind zwei Schrittfolgen nach der Chaconne und der Passacaille benannt: Der Contretemps de Chaconne ist eine der häufigsten seitwärts ausgeführten Varianten des Contretemps-Schrittes, der auch in fast allen anderen Tanzformen der Zeit vorkommt: Hopp - Schritt - Schritt, wobei beim Hopp das Spielbein in die Richtung zeigt, in die sich die tanzende Person bewegt. Der Pas de Passacaille (engl. Movement of the Chaconne or Passacaille Step) kann dagegen in seiner Reinform nur in Tänzen im Dreiertakt ausgeführt werden. Es handelte sich um einen virtuosen Drehsprung, der eher für die Bühne bestimmt war: Ein Sprung mit halber Drehung von einem Fuß auf den anderen auf den 1. Schlag, ein Hopp auf demselben Bein mit halber Drehung in derselben Richtung mit dem Spielbein nach vorne in der Luft auf den 2. Schlag und ein Sprung ohne weitere Drehung nach vorne auf den 3. Schlag. Besonders anschaulich wird er in Kellom Tomlinsons The Art of Dancing, 1735 beschrieben.
Eine Besonderheit im Repertoire ist die Passacaglia aus Venus und Adonis von Anthony L'Abbé: Sie enthält einen geradtaktigen Mittelteil in Dur.
Französische Bühnenkomponisten wie André Campra und Jean-Philippe Rameau folgten der Praxis ihrer Vorgänger und verwendeten eine Passacaille oder (häufiger) eine Chaconne, um einen Akt oder ein ganzes Werk abzuschließen, besonders häufig in Werken der ernsten Genres. Diese Tradition setzte sich bis ins letzte Viertel des 18. Jahrhunderts fort, wie das Beispiel dreier Opern zeigt, die Christoph Willibald Gluck in den 1770er Jahren in Paris komponierte und die alle mit einer Chaconne endeten. Auch Wolfgang Amadeus Mozart schrieb 1781 in seiner Ballettmusik für seine Opera seria Idomeneo sowohl eine Chaconne als auch eine Passacaglia. Zu diesem Zeitpunkt galten jedoch beide Formen schon als altmodisch.

## Geschichte der musikalischen Form

### Frühbarocke italienische Ciacona

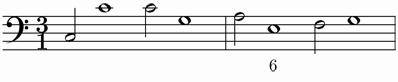
Bassmodell der frühen italienischen Ciaccona

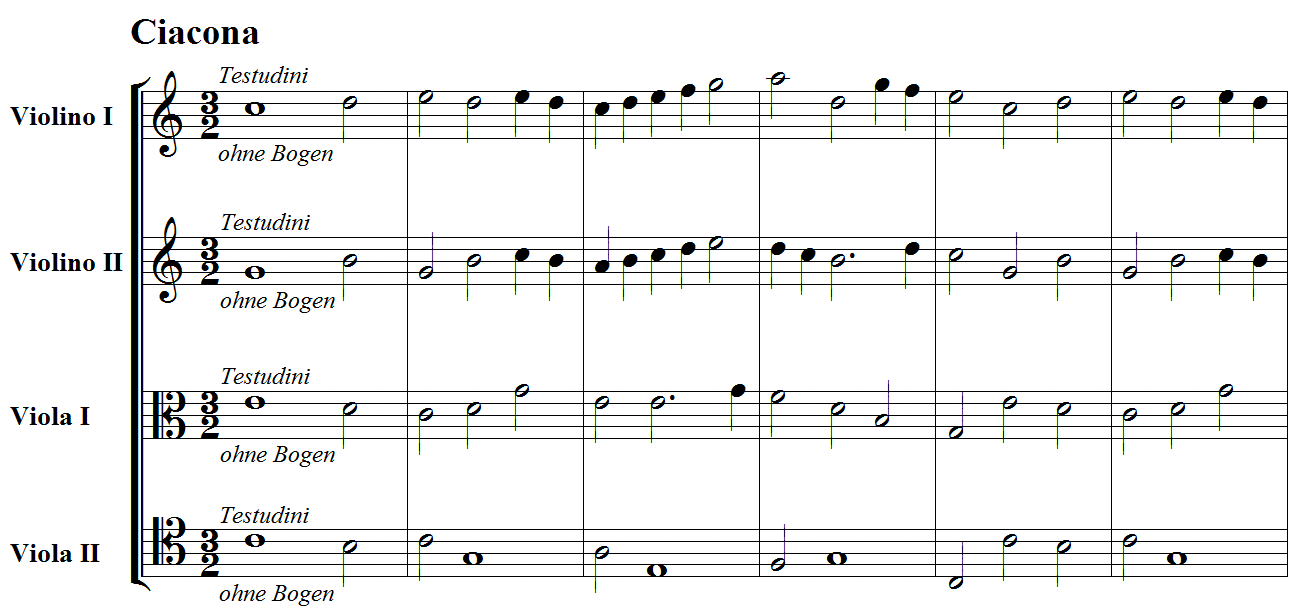
H. I. F. Biber: Beginn der Ciacona aus der „Serenade mit dem Nachtwächter“. Der Bass spielt den Tanzbass der frühbarocken italienischen Ciaccona

Sie wurde seit dem frühen 17. Jahrhundert zunächst, beginnend in Neapel, in Italien in die Kunstmusik aufgenommen. Die italienische Ciacona dieser Zeit basiert auf einem ganz bestimmten Basso ostinato – entsprechend anderen Tanzbässen und -ostinati wie dem Passamezzo, der Romanesca, oder der berühmten Folia. Diese frühe italienische Ciacona steht in Dur und hat einen eindeutig fröhlichen Charakter; die Töne des Ostinato lauten in C-Dur: c'-g-a-e-f-g-c, werden aber in einer besonderen Art rhythmisiert, mit Betonungen gegen den Strich (siehe das Bassmodell im Notenbeispiel).
Es sind satztechnisch kunstvolle und nicht selten virtuose Beispiele erhalten: Zu den ersten und zugleich kunstvollsten gehören Girolamo Frescobaldis Cento partite sopra Passacagli („Hundert Partien über Passacagli“), in der dritten Edition seines Libro Primo di Toccate […] 1637. Innerhalb dieser Passacagli-Variationen gibt es auch drei Ciacconas, deren Ostinato (in C-Dur) lautet: 3 ||: C – g | a ef g :|| . Dieser Ostinato wird von Frescobaldi, der die zuvor auf Lauteninstrumenten gespielte Chaconne in die aufblühende Cembaloliteratur einführte, denkbar frei behandelt, umspielt und abgewandelt, streckenweise kann er beinahe oder ganz verschwinden, und auch in verschiedenen Stimmen erscheinen. Ähnliche kleine Ciacconas hat er auch als Anhängsel zu einem Balletto bzw. zu einer Corrente komponiert.
Eine besonders geistreiche Bearbeitung des Ciaccona-Ostinatos ist Claudio Monteverdis Duett Zefiro torna (9. Madrigalbuch (1651, posth.), SV 251). Davon inspiriert ist vermutlich auch die Pastorale sulla ciaccona (für zwei Stimmen) von Orazio Giaccio (Neapel 1645), und „Es steh Gott auf“ von Heinrich Schütz (Symphoniae sacrae II, SWV 356, Schlussteil). Beispiele aus der Instrumentalmusik sind Antonio Bertalis ausladende und virtuose „Chiacona“ in C-Dur für Violine solo und B. c., und die ebenfalls in C-Dur stehende vierteilige Ciaccona für Cembalo von Bernardo Storace (in Selva…, Venedig 1664). Bertali wandelt den Ostinato leicht ab (er lässt das e aus), und moduliert zwischenzeitlich in alle möglichen Tonarten, wobei der Bass jeweils versetzt wird; z. T. macht er reichlich Gebrauch von Chromatik. Storace fügt zwei Mittelteile ein, die in F- und B-Dur stehen, und verwendet dort einen triolischen 9/8 im Gegensatz zum Hauptmetrum 3/1 im ersten und letzten Teil; er wandelt auch den Bass in Form lebhafter Figurationen ab. Heinrich Ignaz Franz Biber hat das italienische Ostinato-Modell sehr wahrscheinlich durch Bertali kennengelernt (der am Kaiserhof in Wien wirkte), und verwendete es 1673 in seiner berühmten Serenade mit dem Nachtwächter, und zwar genau beim eigentlichen Höhepunkt, dem Auftritt des Nachtwächters im vierten Satz, einer pizzicato gespielten Ciacona. Hier ist das Ostinato-Modell am Anfang durch eine Wechselnote h erweitert und wird ergänzt und unterbrochen durch die gesungene Melodie des Nachtwächters (einer Bassstimme): „Hört ihr Leut’ und lasst euch sagen…“. Biber verwendete den italienischen Ciacona-Bass noch einmal als Schlusssatz der Partia III seiner Sammlung Harmonia artificioso-ariosa (Salzburg 1696), mit einem canon in unisono zwischen den beiden virtuosen Solo-Violinen.

### Frankreich und England

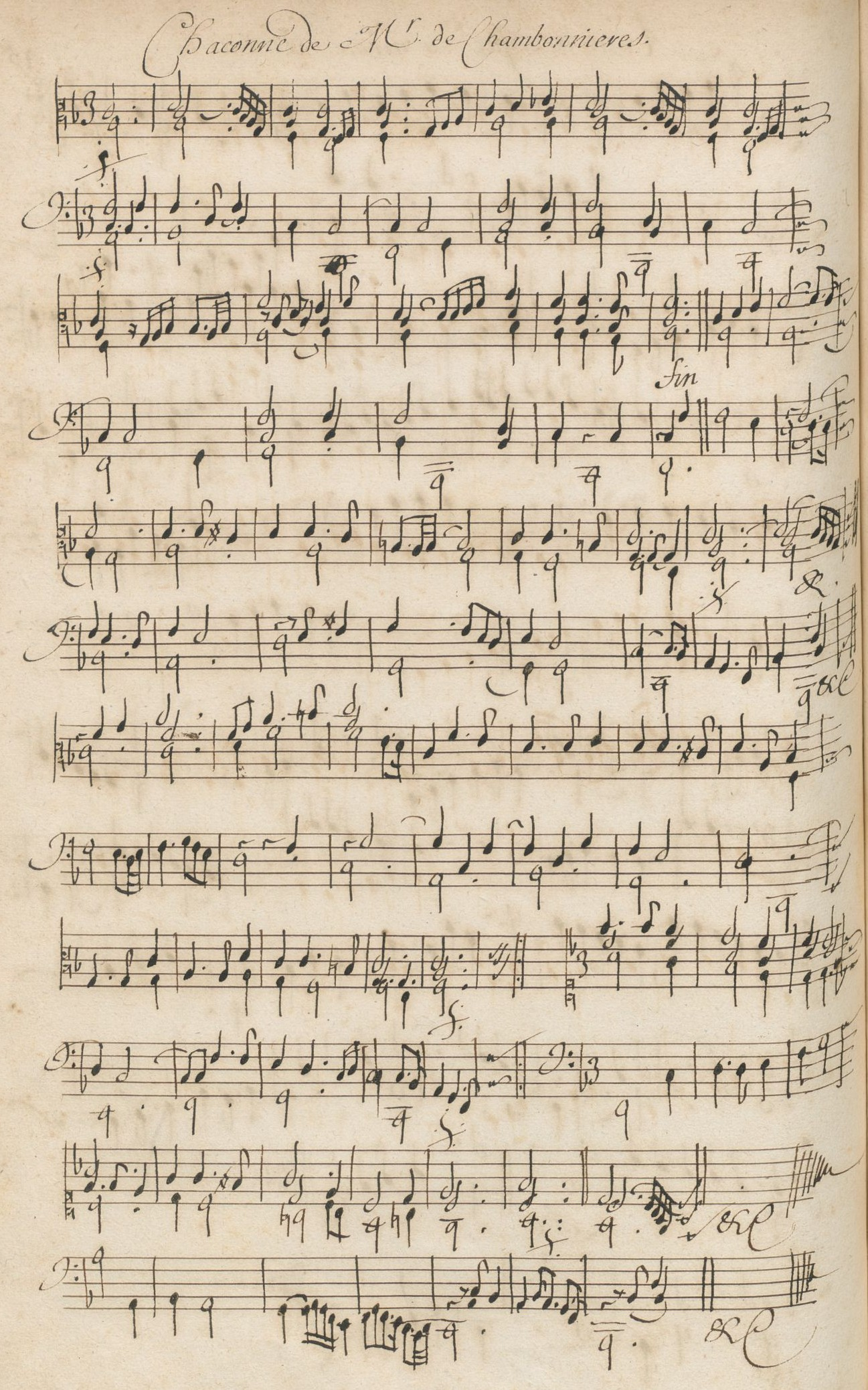
Chambonnières: Chaconne (en rondeau) in C-Dur für Cembalo (MS Bauyn 45V)

Etwa ab 1640 oder 1650 gelangte die Chaconne nach Frankreich, wo sie vermutlich von Louis Couperin in die Cembalomusik eingeführt wurde, und zwar in der speziellen Form der Chaconne en rondeau: Diese basiert nicht auf der Ostinato-Form, sondern ist ein Rondo mit einem immer wiederkehrenden Refrain A und beliebig vielen Couplets (Zwischenspielen), also A-B-A-C-A-D-A usw., der Refrain kann eine gewisse Ähnlichkeit mit der italienischen Ciacona aufweisen, oder er ist über einen eigenen Bass gearbeitet, z. B. eine aufsteigende Linie oder ein fallender Tetrachord, die Couplets sind normalerweise ganz frei und modulieren in andere Tonarten. Auch werden diese Art von Chaconnen nicht nur in Dur-, sondern auch in Moll-Tonarten komponiert, z. B. gibt es bereits von Louis Couperin zwei Chaconnen in d-moll, und je eine in g-moll und in c-moll (und fünf weitere in Dur). Das Gleiche gilt für spätere Clavecinisten wie Élisabeth Jacquet de la Guerre, Louis Marchand, François Couperin u. a. Manchmal wurde auch paralleles Dur und Moll in einem Stück gemischt. Élisabeth Jacquet de la Guerre machte dies bereits 1687 innerhalb ihrer ersten Suite in d-moll in ihrer Chaconne L’Inconstante („Die Unbeständige“), wo der Refrain (auffälligerweise) in D-Dur steht, und die fünf Couplets nicht nur ins parallele d-moll wechseln, sondern von da aus nach a oder F modulieren; beim fünften Mal wird der Refrain nach d-moll versetzt, nach dem folgenden, fünften Couplet endet das Stück mit dem ursprünglichen, sechsten Refrain in D-Dur. Eine ähnliche Chaconne in D-Dur und d-moll publizierte sie auch im späteren Buch von 1707, auch als Abschluss einer Suite in d-moll.
Jean-Baptiste Lully komponierte für seine Ballette und Opern großangelegte und kunstvolle Chaconnen für Orchester in Ostinato-Form und bringt auch z. T. Abschnitte in kontrastierender und oft solistisch-besetzter Orchestrierung. Er setzte sie als festlichen, glänzenden Höhepunkt oft gegen Ende (d. h. kurz vor Schluss) ein, z. B. im Comédie-Ballet Le Bourgeois Gentilhomme (1670), oder in den Tragédies Phaëton (1683) oder Acis et Galatée (1686). Die drei genannten Chaconnen stehen wie die frühe italienische Ciaccona in Dur-Tonarten, und die Chaconne in Phaëton hat einen ganz ähnlichen Bass, der nur im Verlauf etwas abgewandelt und zu einer absteigenden Linie vereinfacht wird, und z. T. leicht chromatisiert; stilistisch sind sie aber vollkommen französisch.
Die Pariser Musikwissenschaftlerin Raphaëlle Legrand beschreibt dies folgendermaßen: Oft setzt eine Chaconne ein im Augenblick des Triumphes des Helden, bremst den durchgeplanten Fortgang der Tragödie auf eine bewegte Stabilität und bewahrt trotz mitunter 900 über zwanzig Minuten dauernder Takte die wache Aufmerksamkeit des Publikums – Systematik fehlt und der Ostinato-Bass wird in seiner Endlosschleife permanent variiert. Dass die Chaconne einen fast hypnotischen Effekt erzwingt, in dem die Zeit stillzustehen scheint, bei gleichzeitig kreisendem Ostinato-Bass, macht mit diesem Widerspruch das typisch Barocke an ihr aus.
Ähnlich wurde die Chaconne auch von Lullys Nachfolgern Campra, Rameau u. a. in ihren Bühnenwerken verwendet. Rameaus Chaconnen gehören zu den Höhepunkten der Gattung, aufgrund ihrer raffinierten Orchestrierung und wegen der vielen fantasievollen Einfälle, die der Komponist in ihnen verarbeitet. Beispiele finden sich u. a. in Hippolyte et Aricie (1733), Castor et Pollux (1737), Dardanus (1739), Platée (1745).
Auch formal geht er manchmal sehr frei mit den traditionellen Modellen um. Beispielhaft dafür ist z. B. die Chaconne in Platée, die als Fest für die ungeduldige Titelfigur aufgespielt wird, und als komischer Effekt den Eindruck erzeugen soll, als wenn sie nie mehr aufhören würde – sie hat tatsächlich kein richtiges Ende, sondern wird einfach abrupt abgebrochen (durch den Auftritt der personifizierten Verrücktheit La Folie), und geht dann direkt in die Handlung über. Ein anderes Beispiel für Rameaus formale Freiheiten ist die Final-Chaconne aus Les Indes galantes (1735), die in Moll beginnt und nach kürzester Zeit mit überraschenden Trompetenfanfaren nach Dur wechselt; auch danach werden nicht nur kunterbunt Abschnitte in Moll und Dur gemischt, sondern auch sowohl Züge der Ostinato-Chaconne mit solchen aus der Chaconne en rondeau – das Stück ist aber weder ein wirklicher Rondeau, noch ein durchgehender Ostinato. Auch nach Rameau wurde die Chaconne noch in der französischen Oper eingesetzt, z. B. von Mozart-Zeitgenossen wie Grétry (La caravane du Caire, 1783).
Die Lullyschen Chaconnen wirkten auch auf die französische Cembalomusik ein, wo es im 18. Jahrhundert auch Werke mit Ostinato-Struktur gibt, z. B. bei Dandrieu (z. B. „La Figurée“ im 2. Livre, 1728, und „La Naturèle“ im 3. Livre, 1734). Die Chaconne in F-dur von Jacques Duphly (3. Livre, 1756) ist stilistisch von Rameaus Opern-Chaconnen inspiriert.
Ebenfalls im Sinne Lullys setzte Henry Purcell in England die Chaconne in seinen Bühnenwerken ein. Er war einer der größten Meister von Ostinato-Formen und wählte eigene Bass-Modelle. Bekannte Beispiele gibt es in King Arthur (1691) oder in The Fairy Queen (1692). Sehr berühmt ist auch Purcells Chaconne in g-moll für 3 Violinen und B. c. (Z 730), ein besonders kunstvolles Stück, wo er einen Ostinato verwendet, der zumindest rhythmisch an den frühen italienischen Tanzbass angelehnt scheint. Die Harmonik ist in typisch englischer Tradition (nach William Lawes) oft sehr gewagt, mit Dissonanzen angereichert, und Purcell moduliert auch einige Male in überraschende Richtungen.

### Deutschland

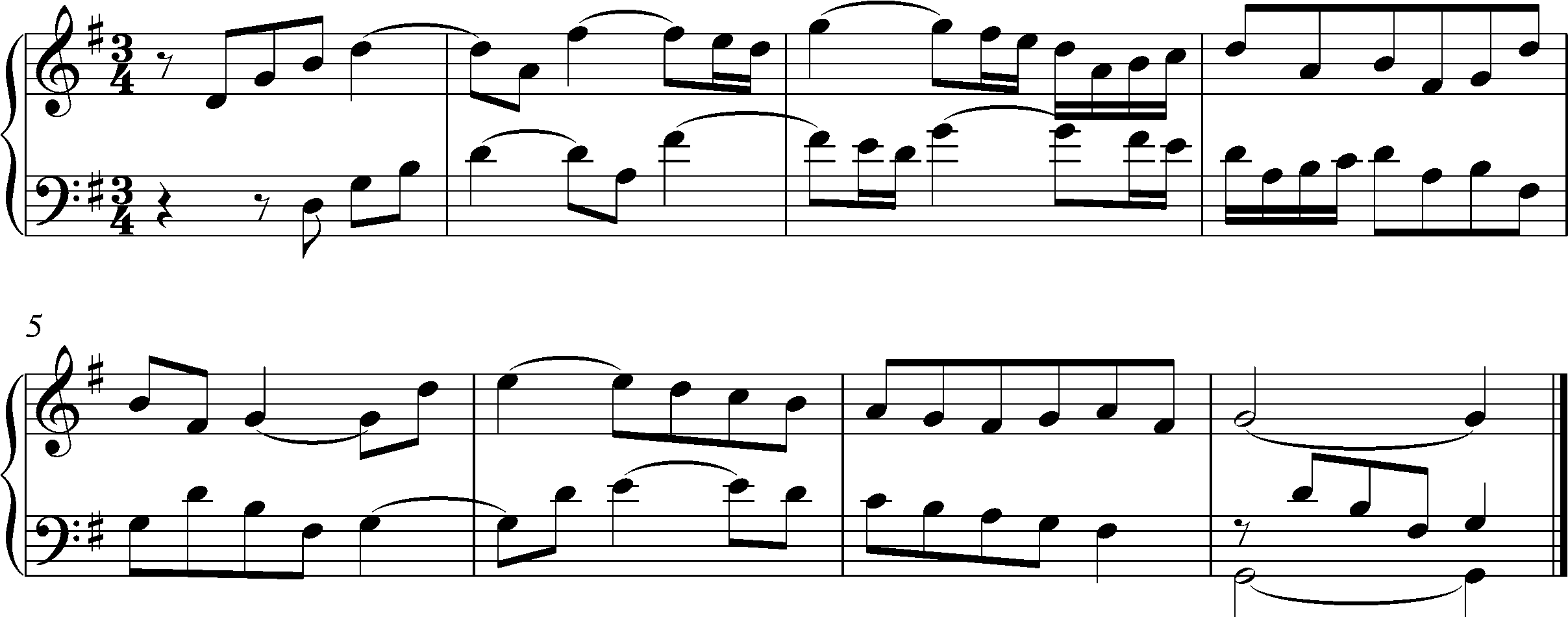
G. F. Händel: Canon am Ende der Chaconne in G-Dur für Cembalo (HWV 442 / Walsh 1733 No. 9)

Deutsche Komponisten des 17. und 18. Jahrhunderts schrieben eindrucksvolle und kunstvolle Solowerke in Form einer Chaconne oder Ciacona. Die meisten dieser Stücke sind beeinflusst vom virtuosen italienischen Stil und entsprechen formal der Ostinato-Chaconne, aber das ursprüngliche frühbarocke Ostinato-Modell aus Italien wird normalerweise gegen ganz frei gewählte Bässe ausgetauscht. Auch hier stehen manche Stücke in Moll.
Biber wählte u. a. für seine Rosenkranzsonaten Nr. 4 in d-moll („Darstellung im Tempel“) und Nr. 14 in D-Dur („Mariä Himmelfahrt“) die Form der Ciacona, aber er benutzt hier eigene Bassmodelle. Dabei ist das Modell der Sonate Nr. 4 eigentlich untypisch für eine Chaconne, weil es aus 4 + 4 Takten besteht, die jeweils wiederholt werden – es entspricht damit beinahe einer Aria mit Variationen.
Erstaunlicherweise wurde die Ciacona, wie die Passacaglia, auch in die Orgelmusik übernommen, sie ist dann wirklich nicht mehr als Tanz zu verstehen, sondern als reines Variationswerk. Berühmt sind vor allem Buxtehudes Orgel-Chaconnen in e-moll (BuxWV 160) und in c-moll (BuxWV 159), sowie die prächtige Final-Ciacona des Praeludiums BuxWV 137 in C-Dur, die einen eigentümlich lebhaften und fürs Pedal virtuosen Bass hat. Chaconnen für Orgel oder Cembalo schrieben auch Pachelbel, Georg Böhm, Johann Caspar Ferdinand Fischer, Johann Krieger und Christoph Graupner. Ein Beispiel für den Einsatz der Chaconne in der geistlichen Musik findet sich in Matthias Weckmanns geistlichem Konzert Weine nicht, es hat überwunden. Im abschließenden Amen (Nr. 5) stehen hier über dem ganz in tänzerischer Fröhlichkeit gehaltenen Orchester- und Orgelostinato drei sehr kunstvoll verwobene Männerstimmen.
Georg Friedrich Händel komponierte mehrere kleine und drei große Chaconnen für Cembalo. Die bekannteste steht in G-Dur (HWV 435) und wurde 1733 veröffentlicht. Das Thema ist achttaktig und beginnt im Stil eines italienisch verzierten Adagios, es folgen 21 Variationen in einem Corelli und Vivaldi entlehnten Stil; der kontrastierende Mittelteil (Var. 9-16) steht in g-moll. In der gleichen Sammlung von 1733 gibt es auch eine noch größere und technisch anspruchsvollere Chaconne mit 62 Variationen, ebenfalls in G-Dur (HWV 442). Eine dritte Chaconne in C-Dur ist vermutlich ein brillantes Frühwerk. Sie wird sowohl als Finale der Suite in C-Dur HWV 443 mit 27 Variationen überliefert, aber auch als Einzelstück mit 50 Variationen - das Thema erinnert in den ersten vier Takten an Purcells Chaconne aus The Fairy Queen.

J. S. Bach: Beginn der Chaconne für Violine solo, aus der Partita d-moll BWV 1004 (aus: Huet, Jeu du violon, 1880)

Eine der sicherlich bekanntesten Chaconne-Kompositionen ist jene aus der Partita Nr. 2 d-Moll für Violine solo (BWV 1004) von Johann Sebastian Bach, ein auch technisch anspruchsvolles Werk mit zahlreichen zwei-, drei- und vierstimmigen Griffen und vituosem Passagenwerk. Sie verwandelt sich nach 132 Takten in strahlendes D-Dur und kehrt für die letzten Variationen (48 Takte) wieder zur Ausgangstonart d-moll zurück (Teil A: 132; Teil B: 75; Teil C: 48).
Ab ca. 1700 tritt die Chaconne auch vermehrt in der deutschen Orchestermusik in Erscheinung. Sie ist dann eher von Lully inspiriert, oder eine typisch deutsche stilistische Mischung von französischen und italienischen Elementen. Beispiele gibt es in Orchestersuiten von Johann Joseph Fux, Telemann u. a., oder auch in Händels Ballettmusiken zu Almira (1705) oder zu Terpsicore (Prolog zur Zweitfassung von Il pastor fido, 1734).
Relativ späte Beispiele für festliche Ballett-Chaconnen aus der Zeit der Klassik schrieben Gluck für seine Oper Orfeo ed Euridice (1762), und Mozart für seine Ballettmusik zu Idomeneo, Rè di Creta KV 367 (1781). Mozarts Stück ist eine Chaconne en rondeau in D-Dur, und ein rauschender, bunter und ausdrucksvoller Höhepunkt der ganzen Oper, die als eines seiner Meisterwerke gilt.

## Chaconne oder Passacaglia?
„Die grösseste unter den Tanz-Melodien ist wol XVII. Die Ciacona, Chaconne, mit ihrem Bruder, oder ihrer Schwester, dem Passagaglio, oder Passecaille.“

In der Musikwissenschaft des 20. und 21. Jahrhunderts ist viel über den Unterschied zwischen Ciaccona und Passacaglia, oder Chaconne und Passacaille, geschrieben oder spekuliert worden. Wie in der obigen Formulierung von Mattheson, sind es „Schwestergattungen“, die sich zumindest auf dem Papier manchmal schwer voneinander unterscheiden lassen, und auch von den Komponisten selber und von zeitgenössischen Musik-Theoretikern des Barock oft in einem Atemzug behandelt werden.
Bekannte Beispiele sind schon Frescobaldis Cento Partite sopra Passacagli („Hundert Partien über Passacagli“) von 1637, wo er drei Abschnitte als Ciaccona bezeichnet; von Louis Couperin ist ein Stück in g-Moll überliefert mit dem verwirrenden Titel „Chaconne ou Passacaille“ (= „Chaconne oder Passacaille“). Bezeichnend ist auch die Definition von Johann Walther 1732:

„Passacaglia oder Passagaglio [ital.], Passacaille [gall.], ist eigentlich eine Chaconne. Der ganze Unterschied besteht darinn, daß sie ordinairement langsamer als die Chaconne gehet, die Melodie mattherziger (zärtlicher), und die Expression nicht so lebhaft ist; und eben deswegen werden die Passecaillen fast allezeit in den Modis minoribus, d. i. in solchen Tönen gesetzt, die eine weiche Terz haben.“

Demnach zeichnet sich die Passacaglia im Gegensatz zur Chaconne durch einen weicheren, lieblicheren oder melancholischeren Charakter aus, und erscheint daher öfters als diese (aber nicht immer!) in Moll. Diese tonartliche Tendenz bestätigt auch Mattheson in seinem Vollkommenen Kapellmeister 1739 (obwohl er bezüglich des Tempos widerspricht).

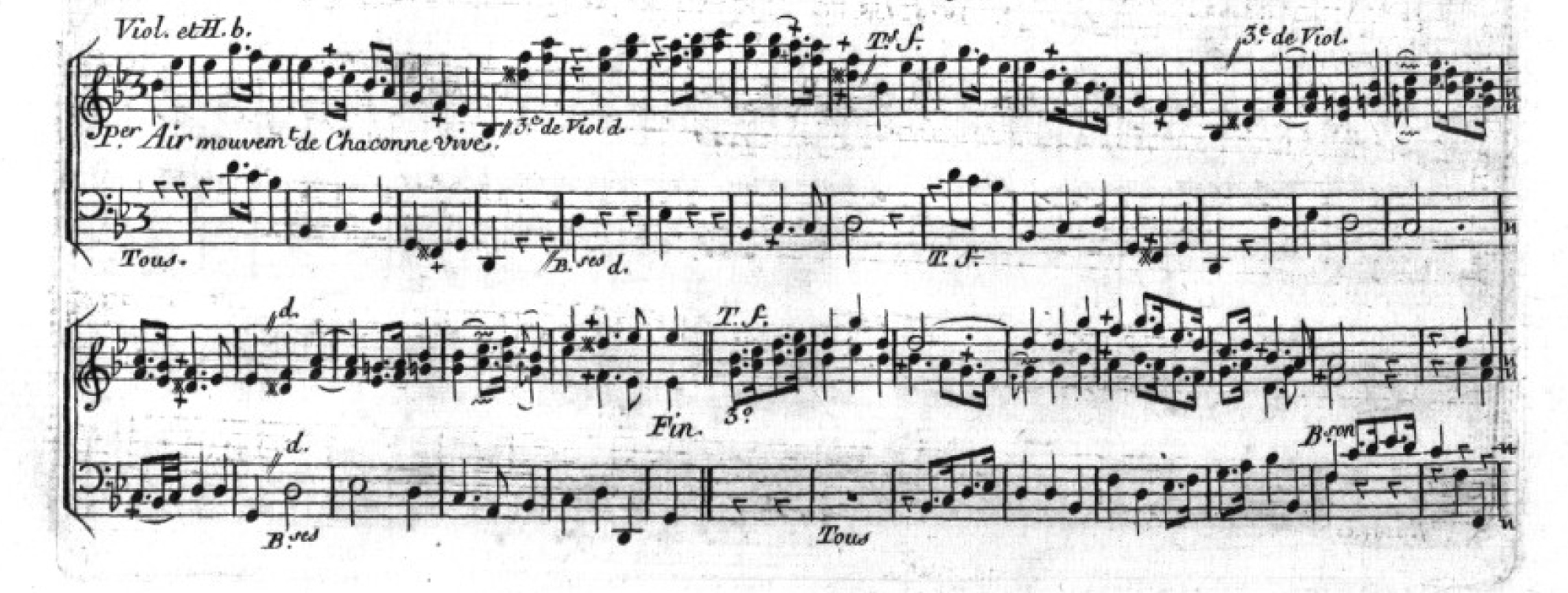
Jean-Philippe Rameau: Air – mouvement de Chaconne vive (Beginn), aus Acanthe et Céphise, Acte I (1751)

Den charakterlichen Unterschied und dass die Chaconne etwas schneller als die Passacaille gespielt werden soll (oder umgekehrt), bestätigen auch alle französischen Theoretiker, wie Freillon-Poncein 1700, L’Affilard (1702 und 1705), Brossard 1703, Pajot 1732, Montéclair 1736, d'Alembert/Rameau 1759 und Rousseau 1768. Außerdem gibt es von François Couperin und Jean-Philippe Rameau Stücke, die die Bezeichnung mouvement de passacaille oder mouvement de chaconne tragen, die also in Bewegung bzw. im Tempo einer Passacaille oder Chaconne gespielt werden sollen. Ein Beispiel für das erstere ist F. Couperins Cembalostück L’Amphibie (24. Ordre, Livre IV, 1730), das er mit mouvement de Passacaille bezeichnet. Beispiele aus Rameaus Opern sind eine Air. Mouvement de chaconne vive in Acanthe et Céphise (1751), eine Air de Ballet (Mouvement de Chaconne) in Platée (1745), oder ein Rondeau. Mouvement de chaconne in Zoroastre (1749 / 1756).
Walthers Definition bezüglich Dur oder Moll scheint sich zunächst durch die Beobachtung zu bestätigen, dass die frühbarocke italienische Ciaccona tatsächlich ein fröhlicher Ostinato in Dur war, im Gegensatz zur melancholischeren „Passacagli“. Das gilt beispielhaft für Storace, der nur eine Bearbeitung der Ciaccona in C hinterließ, aber vier Passacagli: eine in a-moll, eine in c-moll, eine, die von f-moll über b-moll nach B-Dur moduliert, und eine, die von D-Dur über A und E nach h-moll geht.
Ganz besonders trifft das Gesagte auf Frescobaldis obenerwähnte Cento Partite sopra Passacagli zu, wo zwei der drei Ciaccona-Abschnitte in F-Dur bzw. C-Dur stehen, nur die dritte Ciaccona ist in a-moll und d-moll (wobei allerdings die Frage ist, ob er nicht überhaupt noch in Kirchentonarten gedacht hat). Ein vielleicht noch wichtigeres Unterscheidungsmerkmal bei Frescobaldi beobachtete schon Silbiger. Es besteht in der Tatsache, dass sich der Ostinato in den Ciaccona-Teilen deutlich schneller bewegt als in den Passacagli: Letztere bestehen aus einem Ostinato aus je „vier Dreiertakt-Gruppen“, während der Ostinato der Ciacconen nur „zwei Dreiertakt-Gruppen“ hat. Das bedeutet, dass in den Ciaccona-Teilen pro Takt mehr harmonische Wechsel stattfinden, ähnlich wie in dem Grundmodell der oben vorgestellten italienischen Ciaccona. Allein dadurch wirken Frescobaldis Passacagli-Teile ruhiger und melancholischer (aber auch durch melodische Kunstgriffe).
Auch Lullys prächtige Chaconnen aus Le Bourgeois gentilhomme, Phaeton und Acis et Galatée stehen in Dur, während er z. B. seine Passacailles in Persée (1682) und in Armide (1686) in Moll setzte; ähnlich unterscheidet auch D’Anglebert, der ein Mitarbeiter Lullys war, in seinem Cembalo-Buch (1689) zwischen je zwei Chaconnen in G- und D-Dur, und zwei Passecaillen in g-moll. Für Walthers Definition sprechen auch die drei großen Chaconnen Händels in G-Dur oder C-Dur. Auch Fischer beendet seine Sammlung Musicalisches Blumenbüschlein (1695) mit einer Chaconne in G-Dur – die einzige Passacaille der Sammlung steht in a-moll (in Suite III) –; seinen Musicalischen Parnassus (1738) beendet Fischer mit einer großen Passacaglia in d-moll – von den drei Chaconnen der Sammlung steht die längste in F-Dur (in Euterpe), die beiden restlichen, ungewöhnlich kurzen Chaconnen sind allerdings in a-moll (Melpomene) und e-moll (Erato). In der Tendenz mit zwei Passacaglien in Moll und zwei Chaconnen in Dur gibt Fischer aber Walther recht, auch wenn sich die Frage stellt, warum er zumindest das eindeutig melancholische Stück der Melpomene-Suite nicht als „Passacaglia“ bezeichnet hat.
Für besondere Verwirrung sorgen aus der modernen Perspektive vor allem einige Chaconnen in Moll, und zwar ausgerechnet die heutzutage berühmteste von allen: Bachs Chaconne in d-moll für Violine solo. Dazu kommen auch Buxtehudes ebenfalls sehr bekannte Orgel-Ciaconas in e-moll (BuxWV 160) und c-moll (BuxWV 159), und Pachelbels „Ciacona“ in f-moll, die aufgrund ihrer beeindruckenden Schönheit mehr im Vordergrund steht als die anderen in D und C.
Obwohl die Verwendung von Moll nicht unbedingt und immer auch einen melancholischen Charakter oder langsames Tempo bedeuten müsste (wie bei der Passacaglia), und obwohl Tempo und Interpretation eine Rolle spielen, bleibt zu konstatieren, dass die Gattungsgrenzen verschwommen sind, und dass es im Repertoire einige auffällige Ausnahmen gibt, die aufgrund ihrer besonderen Bekanntheit besonders hervorstechen und auf neuere Entwicklungen einen besonderen Einfluss hatten.
Wie Mozart die beiden Gattungen empfand, kann man beispielhaft an seiner Ballettmusik zu Idomeneo (KV 367) überprüfen, die sowohl eine festlich rauschende Chaconne in D-Dur enthält, als auch eine lieblichere und anmutige Passacaille in Es-Dur.

## 19. und 20. Jahrhundert
Die Chaconne als Bühnentanz kam gegen Ende des 18. Jahrhunderts aus der Mode, als Variationsform sogar früher. Im späten 19. Jahrhundert wurde die Variationsform vereinzelt wieder aufgegriffen, angeregt vor allem durch Bachs Violin-Chaconne aus BWV 1004, von der zahlreiche Transkriptionen angefertigt wurden, unter anderem von Johannes Brahms, der sie auf Klavier für die linke Hand allein übertrug, und von Ferruccio Busoni, der eine virtuose Bearbeitung hinterließ, die auf die klanglichen Möglichkeiten des Klaviers und die Publikumserwartungen an einen spätromantischen Klaviervirtuosen zugeschnitten war. 
Die Chaconne in g-Moll für Violine und Generalbass, die der Violinvirtuose Ferdinand David um 1860 dem italienischen Barockkomponisten Tomaso Antonio Vitali zuschrieb, stammt laut Hermann Keller wahrscheinlich nicht aus der Barockzeit, sondern wurde erst im 19. Jahrhundert komponiert. Als untypisch gelten die umfangreichen harmonischen Modulationen, aber auch z. B. die auffällig „romantischen“ Oktavparallelen und andere Details im Violinpart.
Der opernhaft-grandiose und tragisch gefärbte Schlusssatz der Sinfonie Nr. 4 e-Moll op. 98 von Johannes Brahms wird manchmal als Chaconne bezeichnet: Das achttaktige Thema ist (mit leichten Veränderungen) der Bach-Kantate „Nach dir, Herr, verlanget mich“ BWV 150 entnommen. Es wird zu Beginn von den Bläsern vorgestellt und anschließend in über 30 kunstvoll orchestrierten Variationen variiert, wobei das Thema zumeist in den Bassinstrumenten präsent ist. Allerdings sind sich Musikwissenschaftler nicht einig, ob sie als Chaconne oder Passacaglia bezeichnet werden kann – oder ob sie einfach neutral als Ostinato anzusehen ist.
Im 20. und 21. Jahrhundert wurde und wird die Form der Chaconne wieder relativ häufig von modernen Komponisten benutzt, die Vorbilder dürften dabei meistens die mehrfach genannten berühmten Stücke von Bach, Buxtehude und Purcell sein – also nur ein ganz bestimmter, relativ kleiner Ausschnitt aus der historischen Produktion des Barock. Bedeutende Chaconne-Kompositionen aus dem 20. Jahrhundert stammen von Carl Nielsen, Franz Schmidt, Emil Bohnke und Hans Werner Henze (Finalsatz aus dem Konzert für Kontrabass und Orchester).

### Noten
- Jean-Henry d’Anglebert, Pièces de Clavecin – Édition de 1689. Facsimile, publ. sous la dir. de J. Saint-Arroman. Édition J. M. Fuzeau, Courlay 1999.
- Manuscrit Bauyn, …, deuxième Partie: Pièces de Clavecin de Louis Couperin.... Facsimile, prés. par Bertrand Porot, : Édition J. M. Fuzeau, Courlay 2006.
- François Couperin, Pièces de Clavecin. 4 Bde. Hrsg. von Jos. Gát, Mainz et al.: Schott, 1970–1971.
- Jean-François Dandrieu, Pièces de Clavecin (1724, 1728, 1734). Hrsg.: P. Aubert, B. François-Sappey. Editions Musicales de la Schola Cantorum, Paris 1973.
- Jacques Duphly: Troisième Livre de Pièces de Clavecin. 1756. Performer’s Facsimiles, New York (o. J.),
- Johann Caspar Ferdinand Fischer, Sämtliche Werke für Tasteninstrument. Hrsg. v. Ernst von Werra. Breitkopf & Härtel, Wiesbaden (ursprünglich 1901).
- Girolamo Frescobaldi: Toccate d’Intavolatura di Cimbalo..., Libro Primo. Rom 1615 u. 1637. Neuausgabe von Pierre Pidoux. Bärenreiter, Kassel (ursprünglich 1948).
- Georg Friedrich Händel, Klavierwerke I – Verschiedene Suiten. Teil a. Wiener Urtext Edition. Schott / Universal Edition, Wien / Mainz, 1991.
- George Frideric Handel: Keyboard Works for solo instrument, (from the Deutsche Händel Gesellschaft Edition). Hrsg. von Friedrich Chrysander. Dover Publications, New York 1982.
- Johann Pachelbel: Hexachordum Apollinis 1699. Hrsg. v. H. J. Moser und Tr. Fedtke. Bärenreiter, Kassel u. a. 1958/1986.
- Bernardo Storace: Selva di Varie compositioni d’Intavolatura per Cimbalo ed Organo. Venedig 1664. Neuausgabe (Faksimile) bei: Studio per Editioni scelte (S.P.E.S), Florenz 1982.

## Einspielungen (CDs)
- Bertalis „Chiacona a violino solo“, auf der CD: Johann Heinrich Schmelzer – Unarum fidium, John Holloway (Barockvioline), Aloysia Assenbaum, Lars Ulrik Mortensen (Continuo), beim Label: ECM Recors 1999.
- Bibers „Serenade mit dem Nachtwächter“, auf der CD: Biber – Sacro-profanum, The Purcell Quartet u. a., Richard Wistreich (Bass), erschienen bei: Chaconne, 1997 (2 CDs).
- Heinrich Ignaz Franz Biber: Harmonia artificioso-ariosa, M. Kraemer, P. Valetti, The Rare Fruits Council, erschienen bei Audivis Astrée (1995/1996) (CD).
- Cristoforo Caresana – Christmas Cantata „Per la Nascita del Verbo“ (Tesori di Napoli Vol. 1), Cappella de’ Turchini, Antonio Florio, erschienen bei: Opus 111, 2000.
- Johann Joseph Fux: Concentus musico-instrumentalis I, Armonico Tributo Austria, Lorenz Duftschmid, erschienen bei: Arcana, 1998.
- Georg Friedrich Händel: Chaconne (u. a.) aus Almira (1705), auf der CD: Ouvertüren für die Hamburger Oper (Music or the Hamburg Opera), Akademie für Alte Musik Berlin, erschienen bei: harmonia mundi France, 2004.
- Lully – Armide, G. Laurens, H. Crook, V. Gens, Collegium Vocale, Chapelle Royale, Ph. Herreweghe, erschienen bei: harmonia mundi France, 1992 (2 CDs).
- Monteverdis „Zefiro torna“ mit Jean-Paul Fouchécourt und Mark Padmore (Tenor), auf der CD: Claudio Monteverdi – Il combattimento di Tancredi e Clorinda, Les Arts florissants, William Christie, beim Label: harmonia mundi France 901426, 1993.
- Mozart – Die Ouvertüren (Gesamtausgabe), Basler Sinfonieorchester, Moshe Atzmon, erschienen bei: Ariola-eurodisc, 1974 (3 LPs).
- Purcell – King Arthur, The Deller Choir, The King's Musick, Alfred Deller, erschienen bei: harmonia mundi France 1979 (2 LPs).
- Henry Purcell: The Fairy Queen, Les Arts Florissants, William Christie, erschienen bei: harmonia mundi France, 1989 (2 CDs).
- Jean-Philippe Rameau: Castor & Pollux, Les Arts florissants, William Christie, erschienen bei: harmonia mundi France, 1993 (3 CDs).
- Jean-Philippe Rameau: Orchestersuite aus „Hippolyte et Aricie“, La Petite Bande, Sigiswald Kuijken, erschienen bei: deutsche harmonia mundi 1979 (LP).
- Jean-Philippe Rameau: Les Indes galantes, Les Arts florissants, William Christie, erschienen bei: harmonia mundi France, 1991 (3 CDs).
- Rameau – Suites from Platée & Dardanus, Philharmonia Baroque Orchestra, Nicholas McGegan, erscheinen bei: conifer classics, 1998.